# 829 (szám)
A 829 (római számmal: DCCCXXIX) egy természetes szám, prímszám, középpontos háromszögszám.

## A szám a matematikában
A tízes számrendszerbeli 829-es a kettes számrendszerben 1100111101, a nyolcas számrendszerben 1475, a tizenhatos számrendszerben 33D alakban írható fel.
A 829 páratlan szám, prímszám. Normálalakban a 8,29 · 102 szorzattal írható fel.
Pillai-prím.
A 829 négyzete 687 241, köbe 569 722 789, négyzetgyöke 28,79236, köbgyöke 9,39402, reciproka 0,0012063. A 829 egység sugarú kör kerülete 5208,76062 egység, területe 2 159 031,277 területegység; a 829 egység sugarú gömb térfogata 2 386 449 238,0 térfogategység.
A 829 helyen az Euler-függvény helyettesítési értéke 828, a Möbius-függvényé −1.